# SZA
SZA (pronuncia /ˈsɪzə/), pseudonimo di Solána Imani Rowe (Saint Louis, 8 novembre 1989), è una cantautrice statunitense.
Attiva in campo musicale dal 2012, si è dapprima messa in evidenza come autrice e compositrice del brano Feeling Myself di Nicki Minaj e Beyoncé (2014) e attraverso la partecipazione vocale al singolo Rihanna Consideration (2016). Si è tuttavia imposta all'attenzione internazionale dal 2017 grazie all'album in studio di debutto Ctrl, elogiato dalla critica e certificato triplo disco di platino dalla Recording Industry Association of America statunitense, cui hanno fatto seguito le collaborazioni di successo What Lovers Do con i Maroon 5 (2017), All the Stars insieme a Kendrick Lamar (2018) e Kiss Me More a fianco di Doja Cat (2021). Al 2022 risale la pubblicazione del fortunato secondo album SOS, che ha trascorso dieci settimane complessive in testa alla classifica degli album statunitense ed ha prodotto i singoli di successo internazionale Good Days, Kill Bill e Snooze. Il disco ha ricevuto una riedizione, Lana (2024).
SZA ha superato la soglia delle 100 milioni di copie certificate dalla RIAA, è diventata una degli artisti di maggior successo commerciale del XXI secolo in patria secondo Billboard ed è stata premiata con numerosi riconoscimenti musicali, tra cui cinque Grammy Awards, un American Music Award, sei Billboard Music Awards, un BRIT Award, tre MTV Video Music Awards e un MTV Europe Music Award. Tra il 2018 e il 2023 le sono stati conferiti i premi di Rulebreaker Award e donna dell'anno nell'ambito degli annuali Billboard Women in Music Awards, mentre il sopracitato brano All the Stars, colonna sonora dell'acclamato film Black Panther (2018), le ha permesso di ottenere una candidatura sia per l'Oscar alla miglior canzone originale che al Golden Globe nella corrispettiva categoria nel 2019.

## Biografia
Solána Imani Rowe è nata l'8 novembre 1989 a Saint Louis ed è cresciuta a Maplewood, nel New Jersey. Suo padre era un produttore esecutivo presso l'emittente televisiva CNN, mentre la madre era un dirigente presso la compagnia telefonica AT&T. Ha una sorellastra maggiore di nome Tiffany Daniels e un fratello maggiore, Daniel, un rapper conosciuto con il nome d'arte di Manhattan. Rowe è nata da madre cristiana e padre musulmano ed è stata avvicinata alla fede musulmana sin da piccola.
Ha frequentato un istituto di preparazione musulmana ogni giorno nel doposcuola. Tuttavia, a causa degli attacchi dell'11 settembre, Rowe è stata vittima di bullismo in prima media, situazione che l'ha portata a smettere di indossare l'hijab. Rowe ha frequentato la Columbia High School, dove era attiva nei programmi sportivi, tra cui ginnastica e cheerleading. Dopo essersi diplomata nel 2008, Rowe ha frequentato tre college diversi, stabilendosi infine all'Università statale del Delaware per studiare biologia marina. Ha abbandonato durante il suo ultimo semestre; tuttavia, ha immediatamente iniziato ad accettare lavori casuali per guadagnarsi da vivere.

### 2012–2016: esordi
Solána Rowe ha creato il proprio nome d'arte dopo aver consultato l'alfabeto supremo, traendo anche ispirazione dal rapper RZA dei Wu-Tang Clan. Le ultime due lettere del suo nome corrispondono alle iniziali delle parole Zig-Zag e Allah, mentre la prima lettera S può significare sia salvatore che sovrano. Nell'ottobre 2012 ha esordito pubblicando il mixtape See.SZA.Run, seguito nell'ottobre 2013 da S.

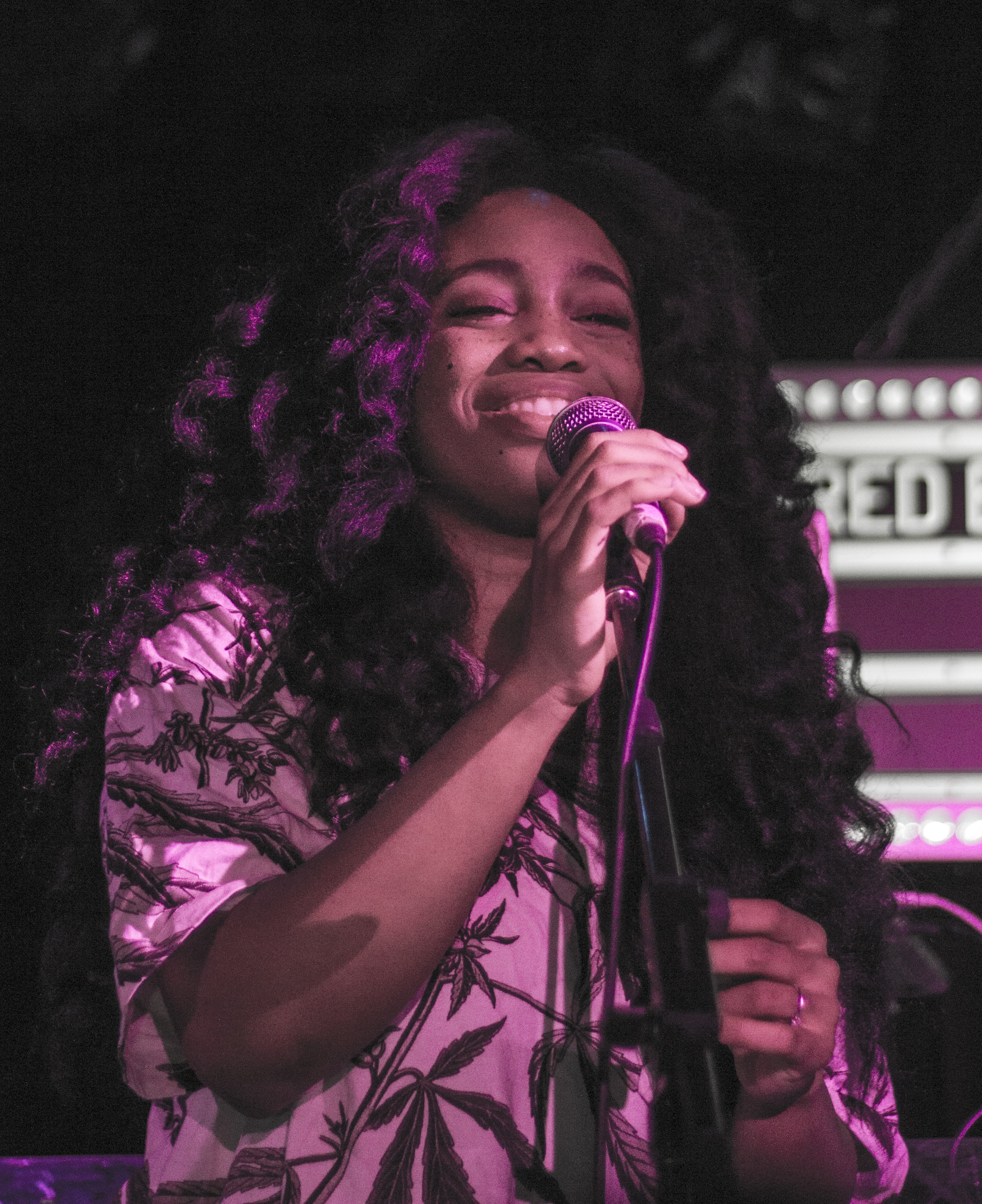
SZA nel 2013

Nel luglio 2013 ha firmato un contratto discografico con l'etichetta hip hop Top Dawg Entertainment, per la quale ha pubblicato nell'aprile 2014 l'EP Z. In questo lavoro vi collaborano Kendrick Lamar, Isaiah Rashad e Chance the Rapper. L'album debutta alla nona posizione della US Hip-Hop/R&B Albums Chart e 39 della Billboard 200, vendendo 6 980 copie nella prima settimana di disponibilità.
Nel 2014 inizia a lavorare al suo quarto EP, A. Durante l'anno collabora inoltre con Ab-Soul in These Days... e al singolo Moodring di Kitty Cash. A luglio dello stesso anno pubblica una collaborazione con Jill Scott, intitolata Divinity, e il video musicale del brano Julia appartenente al suo EP Z.
Mentre è impegnata alla realizzazione del suo quarto EP A, adesso ripensato come primo album in studio e rinominato Ctrl, SZA inizia a dedicarsi ad attività autorali e di composizione per altre artiste donne come Beyoncé e Nicki Minaj, per il brano Feeling Myself, o Rihanna. Nel corso del 2015 collabora con Wale in The Album About Nothing e con Jay Rock in 90059. Nello stesso anno figura tra gli autori del brano Ok Alright di Travis Scott con la partecipazione vocale di ScHoolboy Q.
Nel 2016 prende parte all'album Anti di Rihanna nel brano Consideration, che esordisce alla prima posizione della US Dance Club Songs e viene certificato disco di platino negli Stati Uniti. SZA e Rihanna si sono esibite dal vivo sulle note del brano durante i BRIT Awards 2016. Inoltre ha collaborato con Schoolboy Q nell'album Blank Face LP.

### 2017–2018:Ctrl,Black Panthere il successo internazionale
Nel gennaio 2017 viene messo in commercio il singolo Drew Barrymore, che anticipa la pubblicazione del primo album in studio di SZA con l'etichetta RCA Records. Nell'aprile successivo viene realizzato il secondo singolo, Love Galore, in collaborazione con il rapper Travis Scott. Il brano esordisce alla prima posizione della US Adult R&B Songs, divenendo un successo commerciale negli Stati Uniti, con oltre tre milioni di copie certificate dalla Recording Industry Association of America e 400 000 copie nel Regno Unito.
Il 9 giugno dello stesso anno viene pubblicato l'album di debutto di SZA, intitolato Ctrl. Il disco, che contiene al suo interno collaborazioni di Pharrell Williams, Kendrick Lamar, Travis Scott, James Fauntleroy, è stato accolto positivamente dalla critica specializzata. L'album esordisce alla prima posizione della classifica statunitense degli album R&B/hip-hop e decima della classifica britannica dedicata agli album R&B, debuttando inoltre nella top 5 della Billboard 200 statunitense e della classifica degli album canadese, ricevendo la certificazione di disco di platino negli Stati Uniti per aver venduto oltre un milione di copie.

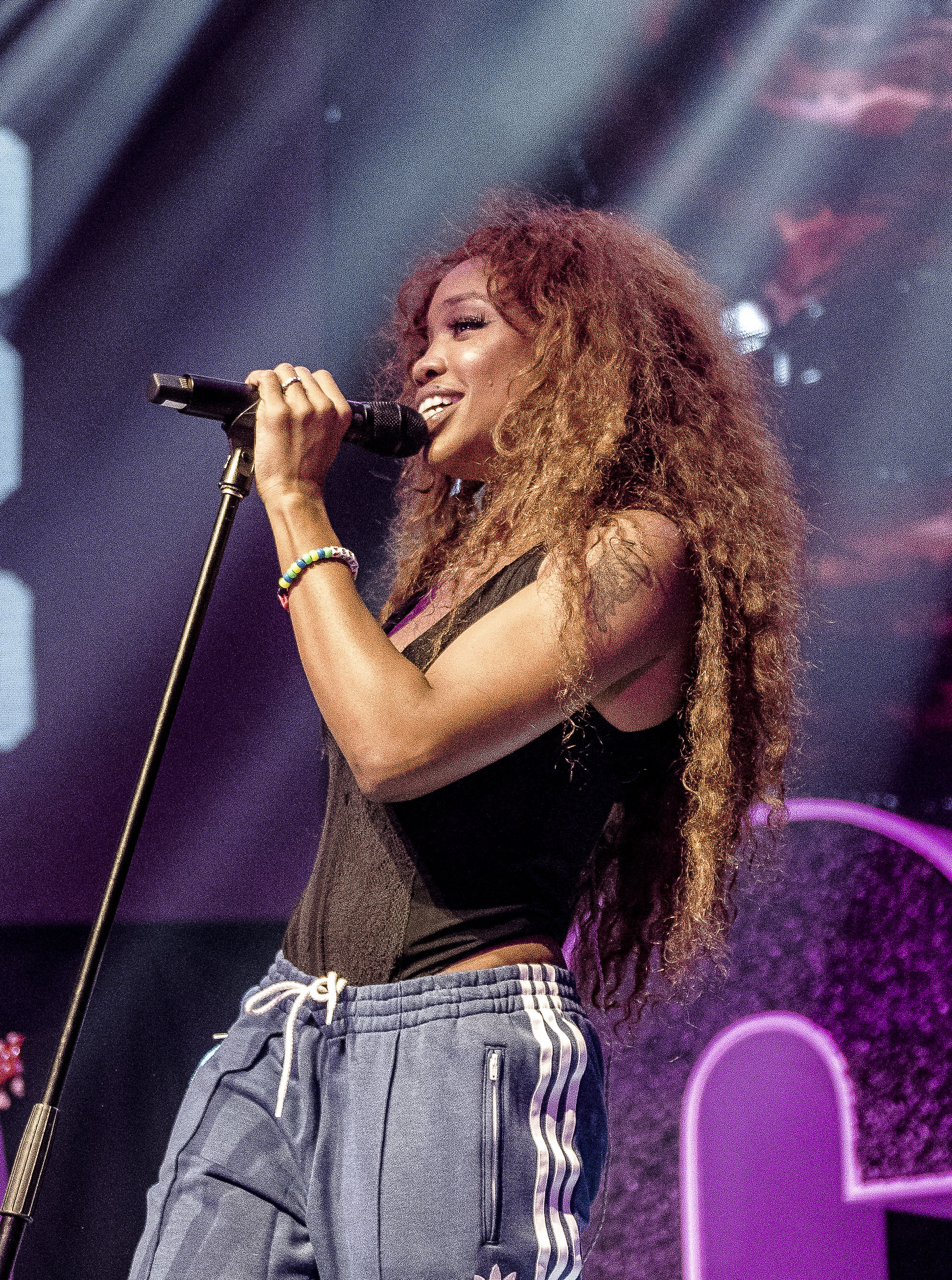
SZA durante il Ctrl the Tour a Toronto nel 2017

Nel corso del tour promozionale Ctrl the Tour, tenutosi tra Stati Uniti, Canada e Oceania, la cantautrice presenta il terzo singolo estratto dall'album, The Weekend. Il brano all'epoca registra il più alto esordio da solista nella Billboard Hot 100, stabilendosi alla posizione ventinove della classifica. Il successo commerciale, con oltre 3.5 milioni di copie vendute nel mondo, viene favorito dalla pubblicazione del remix a cura di Calvin Harris, e dal video diretto dalla cantautrice e regista Solange Knowles, il quale ottiene due nomine agli MTV Video Music Awards 2018.
Il 30 agosto 2017 viene diffuso il nuovo singolo dei Maroon 5, dal titolo What Lovers Do, che vede la collaborazione di SZA. Grazie a ciò la cantautrice ottiene il suo primo esordio nella top 10 della Billboard Hot 100 e di oltre trenta classifiche internazionali, vendendo in tutto il mondo oltre quattro milioni di copie. Nello stesso periodo è stata scelta come autrice e cantante della colonna sonora della serie televisiva statunitense Insecure per HBO, collabora in alcune tracce per gli album di Tame Impala e Mark Ronson, ed è presente insieme a Khalid e Post Malone nel remix di Homemade Dynamite, estratto dall'acclamato album di Lorde Melodrama.
Nel 2018, la cantautrice riceve cinque candidature agli annuali Grammy Awards, inclusa una come miglior artista esordiente, vincendo nella medesima categoria agli NAACP Image Award, e viene premiata sia ai Soul Train Music Award che ai BET Awards. Ottiene inoltre il premio come miglior artista femminile R&B ai Billboard Music Awards e il Rulebreaker Award ai Billboard Women in Music, premio che «riconosce le artiste che usano la loro musica e la loro piattaforma per sfidare le aspettative dell'industria tradizionale e trasmettere un messaggio forte per i giovani».
A gennaio 2018 torna a collaborare con Kendrick Lamar al singolo All the Stars, colonna sonora del film campione di incassi Black Panther. La collaborazione esordisce nelle maggiori classifiche internazionali, divenendo il secondo debutto più alto della cantante nella top 10 della classifica statunitense e il primo brano nella top 10 di Regno Unito, Canada e Australia. Il brano si assicura la candidatura in tutte le maggiori premiazioni cinematografiche internazionali, inclusi i Premi Oscar 2019, i Golden Globe e i Critics' Choice Awards. Nel corso dell'anno SZA estrae come ultimo singolo dal suo album di debutto il brano Broken Clocks, con cui si esibisce ai Grammy Awards 2018, e contribuisce vocalmente alla traccia I Do, contenuta nell'album Invasion of Privacy della rapper Cardi B e successivamente certificata disco di platino dalla RIAA.

### 2019–2023: collaborazioni eSOS
Nel 2019 SZA è presente nell'album Father of Asahd di Dj Khaled con la traccia Just Us, e collabora con Travis Scott e The Weeknd al brano Power Is Power, colonna sonora della serie televisiva Il Trono di Spade. Allo stesso periodo risalgono le prime indiscrezioni circa il secondo album di inediti della cantante. Il 26 febbraio 2020 viene messo in commercio il singolo The Other Side, colonna sonora del film d'animazione Trolls World Tour, che vede SZA duettare con Justin Timberlake. La canzone ottiene un discreto successo, esordendo nelle principali classifiche internazionali. Il 4 settembre 2020 ritorna sulle scene con il singolo Hit Different, in collaborazione con Ty Dolla Sign. Ad esso ha fatto seguito Good Days il 25 dicembre dello stesso anno, il quale è diventato il primo singolo da solista della cantante ad arrivare in top ten nella classifica statunitense spingendosi fino al nono posto. Good Days è stata anche nominata al Grammy Award alla miglior canzone R&B nel 2022.
Il 9 aprile 2021 la rapper Doja Cat ha pubblicato Kiss Me More, primo estratto del suo secondo album Planet Her e realizzato con la partecipazione di SZA. Il brano ha riscosso un buon successo, debuttando nelle top ten di vari mercati tra cui Australia, Regno Unito e Stati Uniti, mentre è riuscito a raggiungere il numero uno in Nuova Zelanda, primo singolo per entrambe ke cantanti a riscuotere tale traguardo nel paese oceanico. Apprezzata dalla critica, la collaborazione è stata premiata con un American Music Award, un Billboard Music Award, un MTV Europe Music Award, un MTV Video Music Award e ha ricevuto anche tre candidature ai Grammy Awards 2022, vincendo nella categoria di miglior performance pop di un duo o un gruppo. Si è trattato del primo Grammy ottenuto da SZA nel corso della sua carriera.

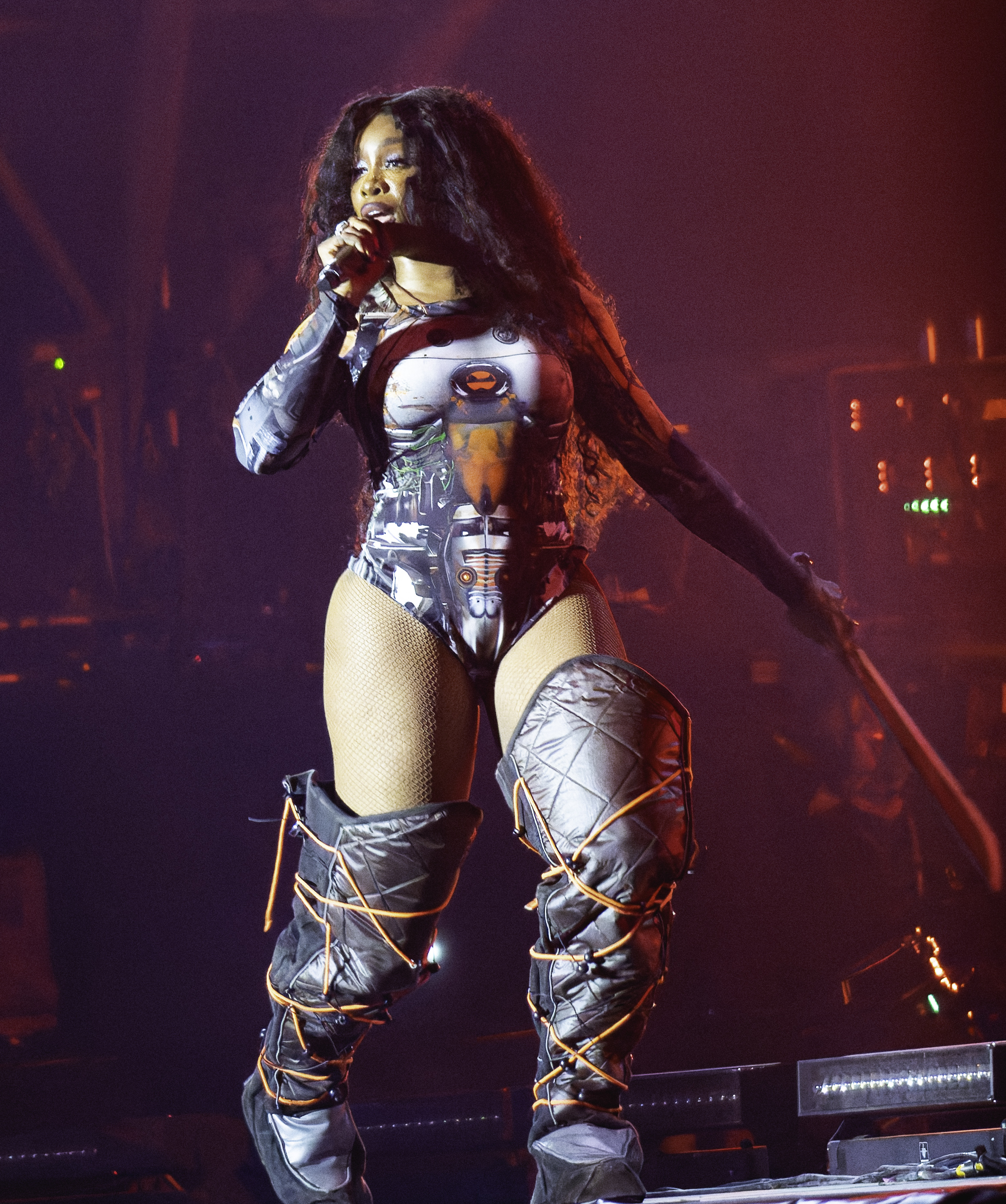
SZA nel 2024

Il 3 dicembre 2021, a distanza di quasi un anno dall'ultima pubblicazione in qualità di artista principale, viene distribuito il singolo I Hate U, precedentemente disponibile in esclusiva sulla piattaforma SoundCloud. Il brano, che aveva acquisito popolarità attraverso la piattaforma TikTok, debutta al settimo posto della classifica dei singoli statunitense. Nello stesso periodo affianca Kali Uchis alla rivisitazione del brano Fue mejor, contenuto nell'album di Uchis Sin miedo (del amor y otros demonios), e collabora vocalmente al brano No Love di Summer Walker, successivamente estratto come singolo dall'album Still Over It. Ancor prima della sua pubblicazione radiofonica, la traccia aveva raggiunto la tredicesima posizione della classifica della Billboard Hot 100.
Il 28 ottobre 2022 viene pubblicato l'inedito Shirt, la cui anteprima pubblicata su TikTok nel 2020 era diventata virale. La cantante aveva ulteriormente promosso il brano, includendo un'ulteriore anteprima al termine del videoclip di Good Days nel 2021 ed eseguendolo dal vivo durante alcuni dei suoi concerti. Shirt, accompagnato dal relativo videoclip musicale che vede come co-protagonista l'attore LaKeith Stanfield, anticipa l'uscita del secondo album in studio di SZA intitolato SOS e la cui pubblicazione è avvenuta il 9 dicembre seguente. SOS ha ottenuto un riscontro positivo da parte di critica e pubblico: pur essendo stato originariamente pubblicato solo in formato digitale e streaming, ha debuttato direttamente al primo posto della Billboard 200 statunitense grazie alle 318 000 unità vendute durante la prima settimana di disponibilità, mentre tutte le ventitre tracce inedite contenute al suo interno si sono simultaneamente classificate nella Hot 100. In patria, SOS ha trascorso dieci settimane consecutive in testa alla Billboard 200, secondo album di genere R&B a riuscirci dopo Whitney di Whitney Houston nel 1987, ed è stato certificato doppio disco di platino per i due milioni di unità distribuite a cinque mesi di distanza dalla sua pubblicazione. L'album è stato premiato con il Grammy Award al miglior album R&B progressivo e ha ricevuto una candidatura come album dell'anno ai Grammy Awards 2024.
Il disco è stato supportato dalle tracce Nobody Gets Me e Kill Bill, entrambe pubblicate come singoli radiofonici nel gennaio 2023. Kill Bill, in particolare, ha ottenuto un successo commerciale a livello internazionale immediato: ha raggiunto la prima posizione delle classifiche di Australia, Nuova Zelanda e Stati Uniti, regalando all'interprete la sua prima numero uno nella Billboard Hot 100. Per promuovere il disco, la cantante è stata ospite del noto talkshow statunitense Saturday Night Live nel dicembre 2022 e ha intrapreso la sua prima tournée mondiale da solista, il SOS Tour. Il tour si è svolto da febbraio 2023 ad aprile 2024 e ha visitato le arene di Nord America, Europa e Oceania per un totale di 64 spettacoli distribuiti in dieci diverse nazioni. Nel mese di aprile 2023 viene scelto come ultimo singolo radiofonico da SOS Snooze, brano supportato dalla pubblicazione di una versione acustica insieme a Justin Bieber. Snooze ha raggiunto la seconda posizione negli Stati Uniti e ha trascorso l'intero 2023 nella classifica del Paese, venendo inoltre premiato con il Grammy Award alla miglior canzone R&B nel 2024.
Nel settembre 2023 la cantante ha partecipato al brano Slime You Out del rapper canadese Drake, primo estratto dal suo ottavo album in studio For All the Dogs. La collaborazione tra i due, molto attesa per via di una passata relazione amorosa tra loro intercorsa nel 2009, ha riscosso subito enorme successo negli Stati Uniti. Il brano, infatti, ha debuttato alla prima posizione della Billboard Hot 100, diventando la 71ª canzone nella storia a registrare questo risultato, nonché il primo debutto in vetta alla suddetta classifica per la cantante e la sua seconda numero uno in totale. SZA è figurata in una seconda traccia dell'album For All the Dogs di Drake, ovvero Rich Baby Daddy, inviata alle stazioni radiofoniche italiane nel mese di ottobre come terzo singolo ufficiale dall'album del rapper canadese.

### 2024–presente:Lana
A fine febbraio 2024 viene pubblicato a sorpresa l'inedito Saturn. Il brano era stato eseguito dal vivo alcune settimane prima attraverso un segmento pubblicitario sponsorizzato da Mastercard durante l'annuale cerimonia di premiazione dei Grammy Awards ed è stato premiato con il Grammy alla miglior canzone R&B nell'edizione 2025. Si tratta del primo estratto da Lana, edizione deluxe di SOS contenente quattordici ulteriori tracce inedite e pubblicata il 20 dicembre seguente. Il 9 febbraio 2025 Lana ha visto l'aggiunta di altre quattro tracce, tra cui la versione solista di Open Arms e PSA.

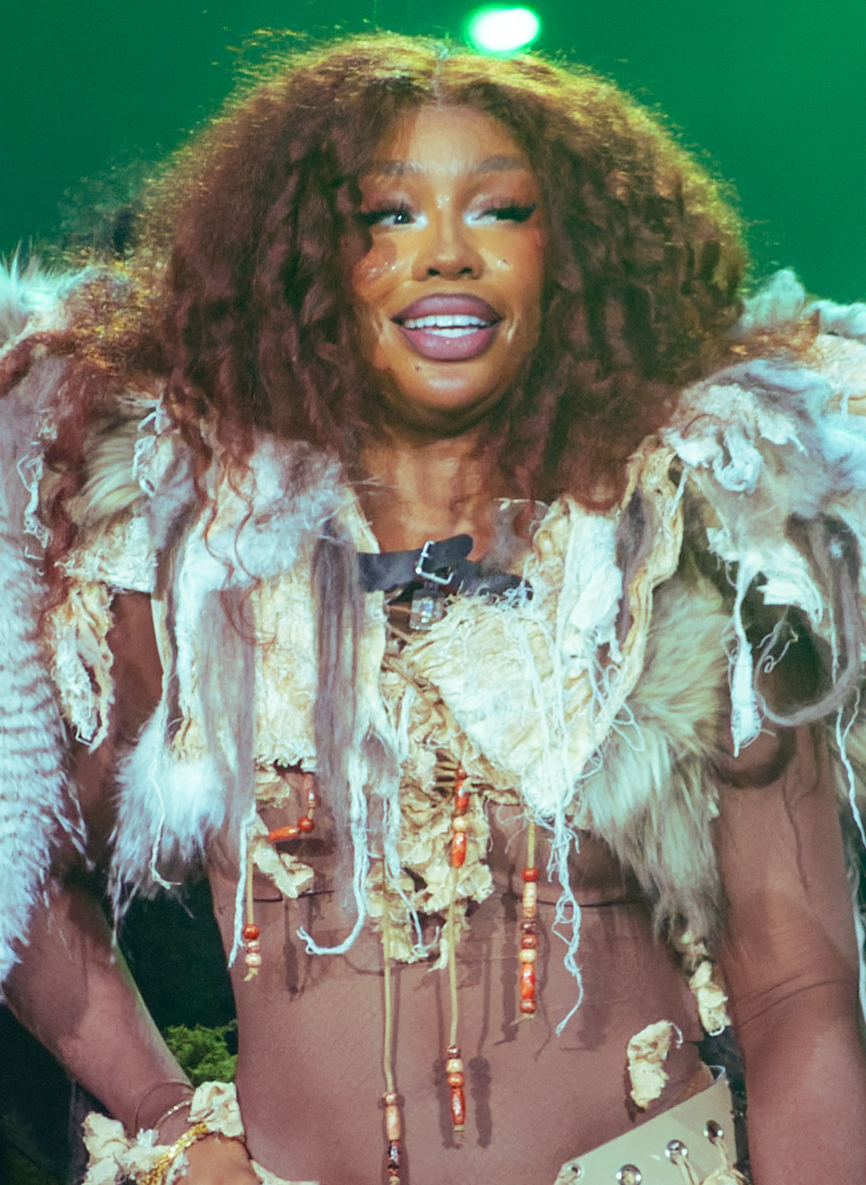
SZA nel 2025

Nel novembre 2024 è figurata tra gli artisti ospiti dell'album GNX di Kendrick Lamar, contribuendo vocalmente alle tracce Luther e Gloria, il primo dei quali estratto come singolo radiofonico in Italia. e divenuto il suo terzo brano numero uno negli Stati Uniti per tre settimane consecutive. SZA è stata ospite di Lamar durante il suo halftime show nell'ambito del Super Bowl LIX e i due artisti hanno poi intrapreso un tour congiunto negli stadi nordamericani ed europei nel corso della primavera/estate 2025, ovvero il Grand National Tour.
Nello stesso anno debutta al cinema nella commedia One of Them Days, dove affianca Keke Palmer. Il film ha ottenuto un buon riscontro di pubblico e critica, incassando 51896264 $, di cui 50054690 $ nel mercato domestico nordamericano, a fronte di un budget di produzione di $14 milioni. e registrando su Rotten Tomatoes un indice di gradimento del 93% basato su 123 recensioni e una media ponderata su Metacritic di 71 su 100, basata sulle recensioni di 27 critici.

## Stile musicale e influenze

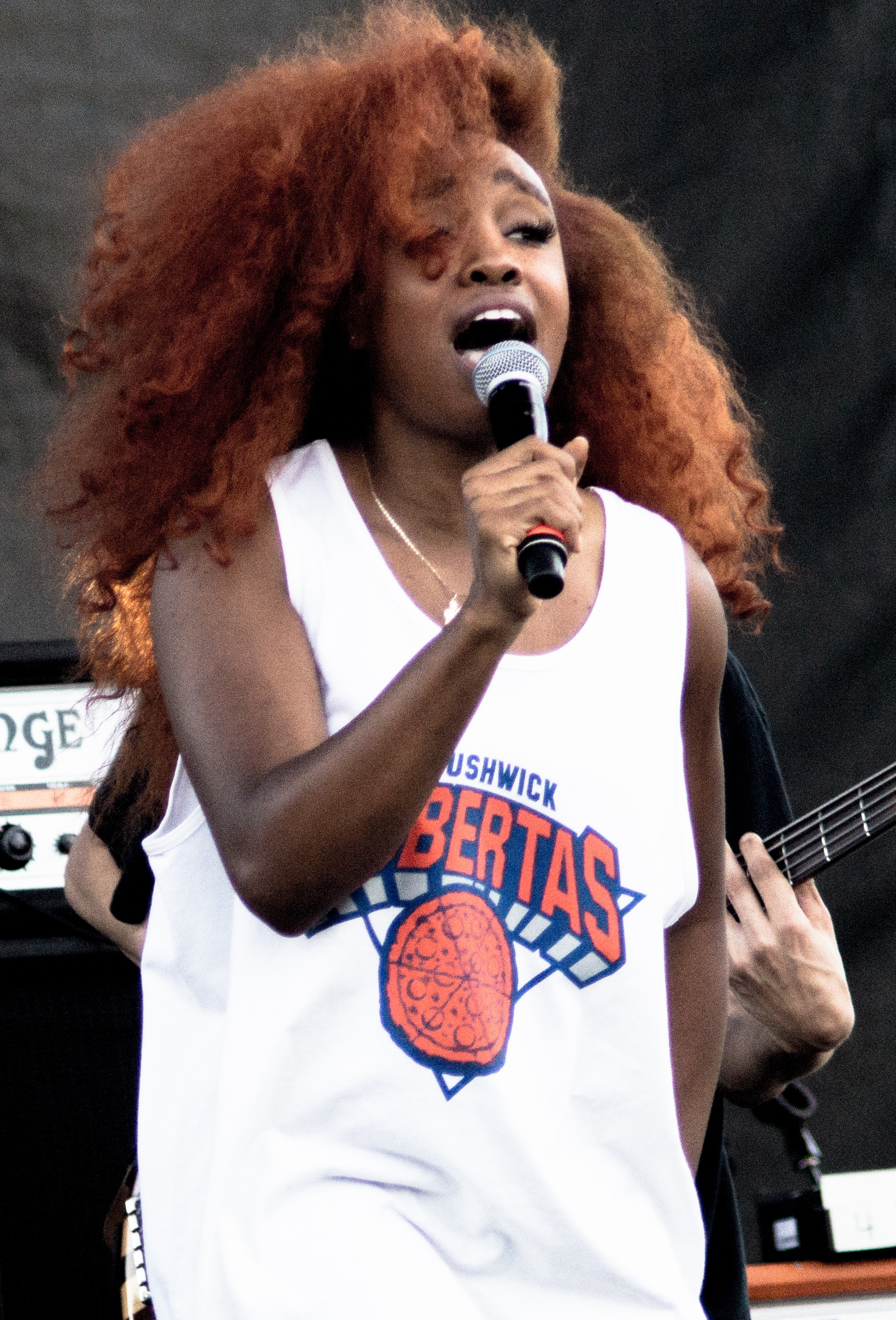
SZA all'AfroPunk Festival nel 2015

Lo stile vocale di SZA è stato descritto come espressione dell'inclinazione vocale di un cantante del genere jazz, con una potenza vocale «ondulante ed eterea» dal critico musicale Jordan Sargent per Pitchfork. La cantautrice contesta l'etichettatura della sua musica come pop, R&B o hip hop, affermando che lei stessa trae ispirazione dal altri generi musicali, quali jazz, folk e rap. In un'intervista concessa a Billboard, SZA racconta di aver iniziato a scrivere testi associandoli alla poesia, esprimendo le proprie emozioni, toccando temi legati alla sessualità, all'abbandono e alla nostalgia.
Reggie Ugwu della rivista Billboard trova lo stile musicale della cantautrice caratterizzato da una «utopia agnostica che cola di umore», a cavallo della «linea di confine tra R&B minimalista, synth pop anni Ottanta e soul». Consequence ha notato come «lo stile musicale della cantante non si fermi al R&B, pop o soul, ma sia versatile e complesso».
Due artisti che influenzano in particolar modo lo stile di SZA sono Ella Fitzgerald e Lauryn Hill. La cantante cita inoltre i Red Hot Chili Peppers, Macy Gray, Common, Justin Timberlake e i Maroon 5. In un'intervista SZA ha dichiarato: «le mie influenze personali sono ispirate dalla danza dell'American Ballet Theatre tratte dal repertorio di Björk. È stato l'unico momento in cui ho avuto una vera e propria influenza esterna sulla musica. Björk è l'esempio di come a livello musicale sono sempre stata toccata nel profondo da artisti molto più grandi di me».
La cantautrice ha anche raccontato alla Live Nation Entertainment l'incontro avvenuto con Beyoncé per la scrittura del brano Feeling Myself: «Beyoncé potrebbe essere la più perfetta, bellissima creatura che abbia mai incontrato in tutta la mia vita. È la donna da cui poter trarre maggiormente ispirazione sul pianeta assieme a mia madre». Nella stessa intervista ha parlato della collaborazione con Rihanna, dichiarando di ammirare il suo atteggiamento forte e sicuro di sé, di qualcuno che produce solo la musica che la rispecchia: «se c'è qualcuno che potrei immaginare a cantare le mie parole, quella è lei».
Durante un'intervista, SZA ha affermato di essere meno ispirata dalla musica in senso stretto e più ispirata a creare arte in generale, ammirando persone che non erano artisti solo nel loro abito, prendendo ispirazione soprattutto dal cinema, in particolare dai registi Wes Anderson e Spike Lee.

## Filantropia

Firma di SZA

### Diritti umani
SZA è sostenitrice dei diritti umani negli Stati Uniti d'America contro il razzismo nei confronti della comunità afroamericana, sostenendo il movimento Black Lives Matter. La cantante ha denunciato un negozio Starbucks a South Orange nel New Jersey, per aver bandito le immagini del movimento Black Lives Matter dai suoi negozi, e ha richiamato l'attenzione sulla disparità tra negozi dell'azienda di proprietà di afroamericani rispetto alla popolazione caucasica. La cantante è inoltre sostenitrice dei diritti delle donne.

### Sostenibilità ambientale
Nel 2019 SZA ha fondato una linea di abbigliamento ecosostenibile, chiamata Ctrl Fishing Co., i cui ricavi sono stati devoluti per la salvaguardia degli oceani dall'inquinamento idrico.

## Discografia
- 2017 – Ctrl
- 2022 – SOS

## Filmografia
- One of Them Days, regia di Lawrence Lamont (2025)

## Tournée

### Come artista principale
- 2017/18 – Ctrl the Tour
- 2023/24 – SOS Tour
- 2025 – Grand National Tour (con Kendrick Lamar)

### Con altri  artisti
- 2018 – The Championship Tour (con la TDE)

## Riconoscimenti
Nel corso della sua carriera, SZA si è aggiudicata cinque Grammy Awards su ventisei candidature complessive, mentre è stata nominata per il Golden Globe e l'Oscar alla migliore canzone grazie al brano colonna sonora di Black Panther All the Stars. Ha, inoltre, vinto un American Music Award, sei Billboard Music Award, un MTV Europe Music Award, tre MTV Video Music Awards, cinque BET Awards, tra cui uno come miglior artista emergente nel 2018, ed è stata la destinataria del Rulebreaker Award nell'ambito dei Billboard Women in Music nel 2018. Quest'ultima istituzione nel 2023 l'ha consacrata anche come donna dell'anno.
Nel settembre 2022 SZA è stata inclusa tra i leader emergenti che definiranno il futuro nella lista TIME100 Next stilata dal Time, mentre l'anno seguente Rolling Stone la include tra i migliori duecento cantautori della storia della musica.